# 山本信夫 (薬剤師)
山本 信夫（やまもと のぶお、1950年〈昭和25年〉7月3日 - ）は、日本の薬剤師。第25代日本薬剤師会会長。

## 来歴
1950年（昭和25年）7月3日、東京都文京区に出生。高校・大学時代は写真部に所属した。
家業は山本の祖父の代から続く薬局であったことから山本も自ずと薬科大学を志望し、1973年（昭和48年）3月、東京薬科大学を卒業。当初は研究者を志したが、同年4月に水野薬局に入局し、日本初の調剤薬局を創設した水野睦郎から指南を受けた。
1981年（昭和56年）4月、実家の薬局の後継者として保生堂薬局に入局。薬局経営の傍ら職能団体の役員を務め、1994年（平成6年）、日本薬剤師会理事に就任。以後、常務理事や副会長を務めたほか、厚生労働省中央社会保険医療協議会委員、アジア薬剤師会連合副会長、厚生労働省社会保障審議会臨時委員、国際薬剤師・薬学連合西太平洋地域薬学フォーラム運営委員会委員、東京都薬剤師会会長などを歴任。
2009年4月、春の褒賞で藍綬褒章を受章。
2014年（平成26年）6月29日、日本薬剤師会第83回定時総会において日本薬剤師会会長に選任。同月、厚生労働省医道審議会委員に就任。同年9月、国際薬剤師・薬学連合副会長に就任。新型コロナウイルス感染症の世界的流行に際しては、日本薬剤師会会長として政府に薬価改定の見送りや新型コロナウイルス感染症治療薬などへの公費支援の継続を要望したり、新型コロナウイルス感染症のワクチン接種に向けた薬剤師の研修の実施などに取り組んだ。
2025年4月、春の叙勲で旭日中綬章を受章した。